# Compteur communicant

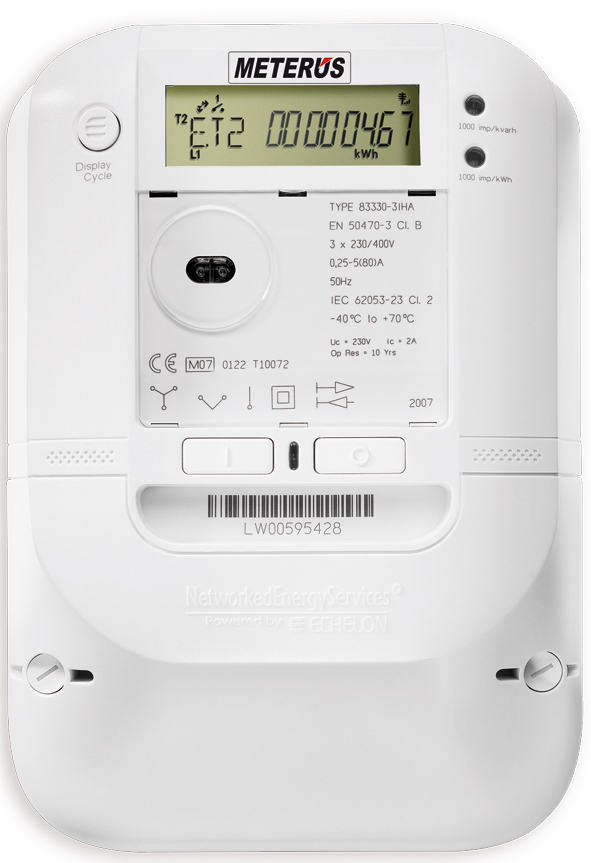
Un compteur électrique communicant connecté à un smartgrid utilisé notamment en Allemagne. Il communique en duplex et peut déconnecter l'installation ou en réduire la puissance.

Un compteur communicant est un compteur disposant de technologies dites AMR (automated meter reading) qui mesure de manière détaillée et précise, et éventuellement en temps réel, une consommation d'électricité, d'eau ou de gaz. La transmission des données s'effectue par ondes radio ou par courants porteurs en ligne (CPL) au gestionnaire du réseau de distribution chargé du comptage.
Les compteurs communicants servent à produire des factures sur la consommation réelle, à repérer des gaspillages, des pertes en ligne ou les postes qui coûtent le plus au client. Ils peuvent éventuellement l'informer de microcoupures ou de pertes des réseaux électriques.
Si le compteur est en outre « programmable à distance » et équipé d'un appareil de coupure à distance, il est dit « AMM » (Advanced Meter Management). Ces fonctions sont à la base de l'évolution des réseaux (d'électricité, d'eau ou de gaz) vers les « réseaux intelligents ».

## Principe
La dérégulation progressive des marchés de l'électricité et du gaz dans le monde, ainsi que l’interconnexion croissante des réseaux ont incité des agences et organismes gouvernementaux de réglementation ou de régulation à rechercher des moyens de mieux connaître, prévoir et maîtriser la consommation électrique, de gaz et d’eau des habitants, d’un quartier, d’une région ou d’un pays, notamment dans le cadre de la Ville intelligente et des réseaux intelligents, mais aussi pour aider les citoyens et autres usagers de l'électricité à mieux auto-contrôler ou mieux réguler dans le temps leur consommation.
Cette notion concerne plus souvent le compteur électrique, mais s'étend aux domaines du gaz naturel et de l'eau. Éventuellement « bidirectionnels », ils sont aussi développés dans la perspective de la ville intelligente ou ville du futur où sont attendus des instruments (capteurs intelligents et communicants) et des réseaux capables de traiter, stocker, filtrer, sécuriser, renvoyer ou partager des données, pour notamment suivre en temps réel les réseaux, équilibrer l'offre et la demande, maîtriser ou lisser les consommations, produire des factures, repérer et réparer les pannes ou défauts, piloter la gestion de crise, affiner les modèles de prévision, etc.
Les promoteurs de ces compteurs visent à inciter les clients à moins consommer, par l'établissement de prix différenciés en temps réel, aux heures de crêtes (surtarification) prévisibles selon les heures de la journée et la saison. Cela est censé encourager les clients à consommer moins d'énergie et permettre des économies globales d'énergies dans une perspective de développement durable. En effet, en permettant un suivi de consommation, ces systèmes permettraient de réaliser des économies d’énergie de 5 à 15 %, en favorisant de meilleures pratiques. Ces compteurs permettent également de couper à distance avec l’accord des clients l’alimentation de certains équipements, pour éviter les surcharges du réseau en périodes de pointe.
Les compteurs communicants permettent également d’effectuer certaines opérations à distance, sans qu’un technicien ne se déplace et que le client soit présent. En éliminant les tâches manuelles de relève, de changement de puissance, de coupure ou de remise en service, ces compteurs sont censés, à terme, permettre une diminution des coûts de distribution de l'énergie et des délais d’intervention.
Ces compteurs permettront en outre d'avoir une facture basée sur une consommation en temps réel, plutôt que sur une alternance de relevés sur site et d'estimations.

## Prospective
Dans le monde entier, à partir des années 1990-2000, la plupart des gouvernements et distributeurs d'électricité puis de gaz et d'eau se sont emparés de la question ou s'y intéressent, emboîtant le pas à l'Italie, premier grand pays à être intégralement doté de compteurs électriques dits intelligents (en 2011, dans son évaluation de Linky la Commission de régulation de l'énergie (CRE) parle plutôt de « système de comptage évolué »).
- Une première étape a été celle de la comptabilisation de volumes ou flux (smart metering) au service de l'équilibrage des réseaux (électricité dans un premier temps), c'est-à-dire de l'opérateur.
- Une seconde étape, en cours, pourrait être une aide peu à peu généralisée à la gestion (plus ou moins automatisée), au service de l'usager.
- Une troisième étape, appuyée sur le Web 2.0 et le développement de prises électriques intelligentes (smart plug) et de différents types de capteurs et objets communicants, pourrait être un système commun et unifié de gestion intelligente des réseaux d'eau, de gaz et d'électricité, incluant les compteurs d'électricité et diminuant toutes les pertes en ligne. Selon la CRE (2011), pour qu'il puisse économiser au mieux l'énergie, « le consommateur doit disposer en temps réel de sa consommation en kilowattheures et en euros, voire en contenu de CO2, de la puissance soutirée, de la période tarifaire, ainsi que de fonctions de mémorisation et de comparaison ».

Les premiers compteurs d'eau « intelligents » sont apparus en 2012 en France. Des prospectivistes comme Jeremy Rifkin prévoient l'émergence proche d'un « Internet de l'énergie », qui pourrait également s'étendre aux réseaux et systèmes de transports intelligents promus par l'Europe notamment. L'innovation pourrait aussi porter sur le développement de compteurs « bi directionnels », c'est-à-dire pouvant alimenter le réseau et pas seulement y soutirer un flux (Linky le permet), par exemple pour des transferts latéraux (entre voisins, entre quartiers) de surplus d'énergies d'origine renouvelable (ou d'eau pluviale, dans un réseau séparé, voire un jour de méthane ou hydrogène) produits in situ. Ceci demande d'homogénéiser l'adressage (les IP des compteurs) et standardiser l'interopérabilité des systèmes par un protocole de communication standard ou des systèmes de traduction entre quelques protocoles. Les compteurs d'eau intelligents devraient notamment aider les opérateurs à repérer les fuites d'eau dans la maison, comme dans le réseau de distribution d'eau en amont, ainsi que les coupures de réseau. Des questions nouvelles, éthiques et techniques se posent, sur la protection de la vie privée et la sécurité ou vulnérabilité de ce type de réseau selon qu'ils sont centralisés, décentralisés, transparents ou non, locaux, régionaux ou transnationaux, etc.

## Intérêt et technologies

### Outils d'aide à la maîtrise énergétique
Un groupe de chercheurs du CNRS publie en 2015 une étude empirique « TicElec », réalisée de 2012 à 2014 dont le but est de trouver de premiers éléments de réponse quant aux réelles économies réalisées avec une technologie comme Linky. À Biot (Alpes-Maritimes), une centaine de ménages volontaires ont eu accès à une information régulière (et pour certains non-intrusive) de leur consommation électrique. Deux groupes de familles étaient équipés de compteurs intelligents ou capteurs nomades et un groupe témoin non équipé. Les foyers équipés avaient des informations plus ou moins fines (au jour le jour, jusqu’à une indication de la consommation par type d’équipement (chauffe-eau, chaudière, électroménagers par exemple). Ceux qui ont suivi leur consommation ont effectivement réduit (de 23 % en moyenne) leur utilisation d’électricité. En outre une information « neutre » (ne comparant pas la consommation du foyer avec celle des autres) s'est alors montrée la plus efficace. Ceux qui ont eu une information plus fine ont moins consommé que ceux qui n’avaient qu’une information globale.
Selon une expérience menée en Australie par Landis+Gyr, les consommateurs bénéficiant d’un affichage dans leur logement, bénéficient d'une baisse effective de consommation de 10 % pendant les deux premiers mois, se réduisant à 5 % deux mois plus tard, pour un retour à la situation de départ au bout de six mois. Dans son rapport Le compteur Linky, analyse des bénéfices pour l'environnement, l'ADEME cite cette étude et conclut que « si le compteur Linky, tel qu’il est actuellement conçu, apporte des bénéfices en matière de comptage et de gestion du réseau électrique, voire de diminution du contenu CO2 du kWh électrique, ses bénéfices pour le consommateur en matière de maîtrise de la demande restent encore théoriques ».

### Infrastructures de comptage évoluées
Les infrastructures de comptage évoluées (ICE, en anglais Advanced Metering Infrastructure, ou AMI) désignent les systèmes qui mesurent, collectent et analysent les consommations d’énergie, et qui communiquent avec les appareils de comptage comme les compteurs d’électricité, de gaz, de chaleur ou d’eau, soit sur demande, soit selon une planification.
Ces systèmes incluent du matériel, des logiciels, des équipements de communication, des afficheurs d’énergie pour les consommateurs, des dispositifs de contrôle, des systèmes clients associés, des logiciels de gestion des données de comptage, ainsi que les systèmes métier des fournisseurs.
Les organismes publics et les entreprises de services publics se tournent vers les ICE dans le cadre de projets plus larges de réseau électrique intelligent. Les ICE vont au-delà des technologies de télérelevé automatique (ou AMR) en offrant une communication bidirectionnelle avec les compteurs. Cela permet l’envoi de commandes vers le domicile pour plusieurs usages, tels que la transmission d’informations de tarification horaire, les actions de réponse à la demande, ou encore la coupure de service à distance. Les technologies sans fil sont des éléments essentiels du réseau local, permettant de regrouper des milliers de compteurs en configuration maillée avant d’acheminer les données vers le centre informatique de l’opérateur.
Le réseau reliant les dispositifs de mesure aux systèmes métier permet de collecter et distribuer l’information aux clients, fournisseurs, entreprises de services publics et prestataires. Cela rend possible la participation à des services de réponse à la demande. Les consommateurs peuvent utiliser ces informations pour adapter leurs habitudes de consommation et bénéficier de tarifs avantageux. La tarification peut aussi être utilisée pour limiter la croissance de la demande de pointe. Contrairement aux systèmes AMR, les ICE permettent une communication bidirectionnelle, ce qui en constitue la principale différence : les systèmes se contentant de lire les compteurs ne peuvent être considérés comme des ICE.
La mise en œuvre des ICE repose sur quatre composants clés : la connectivité physique, qui relie les compteurs intelligents aux réseaux ; les protocoles de communication, assurant la transmission sécurisée et efficace des données ; l’infrastructure serveur, centralisée ou distribuée, pour le stockage, le traitement et la gestion des données de facturation, de surveillance et de réponse à la demande ; enfin, l’analyse de données, qui permet de produire des prévisions de charge, de détecter les anomalies et d’optimiser la gestion énergétique.

### Connectivité de la couche physique
La communication est un élément fondamental des technologies de compteurs intelligents, car elle permet la transmission fiable et sécurisée des données vers les systèmes centraux. Toutefois, la diversité des environnements dans lesquels ces compteurs sont déployés pose d’importants défis. Pour y répondre, plusieurs méthodes de communication sont utilisées : le courant porteur en ligne (CPL), les réseaux cellulaires, les réseaux maillés sans fil, les communications à courte portée.
- Courant porteur en ligne pour le comptage intelligent

Le courant porteur en ligne (CPL) se distingue parmi les technologies de connectivité pour le comptage intelligent car il utilise l’infrastructure électrique existante pour transmettre les données. Contrairement aux solutions basées sur le cellulaire, les radiofréquences (RF) ou le Wi-Fi, le CPL ne nécessite pas la construction ou l’entretien de réseaux de communication distincts, ce qui le rend intrinsèquement plus économique et plus facile à déployer à grande échelle.
Deux normes CPL majeures dans le domaine du comptage intelligent sont le G3-PLC et le protocole de l’PRIME Alliance.
Le G3-PLC prend en charge les communications basées sur IPv6 et des débits de données adaptatifs, offrant des performances robustes même dans des environnements bruités, tandis que PRIME (PoweRline Intelligent Metering Evolution) privilégie une communication rapide, efficace et peu coûteuse à mettre en œuvre.
Le comptage intelligent basé sur le CPL est largement déployé dans des régions comme l’Europe, l’Amérique du Sud et certaines parties de l’Asie, où l’infrastructure dense permet son utilisation efficace,. Les opérateurs privilégient le CPL pour sa fiabilité en environnement urbain et sa capacité à connecter un grand nombre de compteurs dans les réseaux électriques intelligents.
Une caractéristique importante des protocoles G3-PLC et PRIME est leur capacité à permettre le fonctionnement en réseau maillé (également appelé « multi-saut »), dans lequel les compteurs intelligents agissent comme répéteurs pour d’autres compteurs du réseau. Cette fonctionnalité permet aux compteurs de relayer les données de leurs voisins afin de garantir que les informations atteignent l’unité de concentration de données (Data Concentrator Unit, ou DCU), même lorsqu’une communication directe est impossible en raison de la distance ou d’obstacles au signal.
Cette approche améliore la fiabilité et la couverture du réseau, en particulier dans les zones urbaines denses ou les régions présentant des contraintes géographiques.
- Réseau cellulaire (GPRS, NB-IoT, LTE-M) : Les technologies cellulaires sont hautement évolutives et sécurisées. Grâce à une couverture nationale, la connectivité cellulaire peut prendre en charge un grand nombre de compteurs dans les zones densément peuplées, tout en atteignant les sites situés dans des zones isolées[12].

- Réseau maillé sans fil (par exemple Wirepas[18] et Wi-SUN[19]) : Idéal pour les zones urbaines, où les dispositifs peuvent relayer les données afin d’optimiser la couverture et la fiabilité. Ce type de réseau est principalement utilisé pour le télérelevé de l’eau et le télérelevé du gaz.

- Courte portée : Des technologies telles que le Wireless M-Bus (WMBus) sont fréquemment utilisées dans les applications de comptage intelligent pour permettre une communication fiable, à faible consommation, entre les compteurs de services publics et les collecteurs de données locaux à l’intérieur des bâtiments ou des quartiers.

- Système hybride CPL/RF : Les normes PRIME et G3-PLC définissent une approche intégrée permettant la combinaison transparente des communications CPL et sans fil, renforçant ainsi la fiabilité et la flexibilité des réseaux électriques intelligents[20].

Les défis auxquels sont confrontés les opérateurs en milieu rural diffèrent sensiblement de ceux des zones urbaines ou des régions éloignées, montagneuses ou mal desservies.
Les compteurs intelligents étendent souvent leur fonctionnalité grâce à leur intégration dans des réseaux domestiques internes (Home Area Networks, ou HAN). Ces réseaux permettent la communication au sein du foyer et peuvent inclure :
- Afficheurs domestiques : fournissent aux consommateurs des informations en temps réel sur leur consommation d’énergie.
- Concentrateurs : assurent l’interface entre plusieurs compteurs et le système central de gestion.[réf. nécessaire]

Les technologies utilisées dans les HAN varient selon les régions, mais incluent généralement le CPL, les réseaux ad hoc sans fil, ainsi que Zigbee. En adoptant des solutions de connectivité adaptées, les compteurs intelligents peuvent répondre à des environnements et des infrastructures variés tout en assurant une communication fluide et une fonctionnalité améliorée.[réf. nécessaire]

## Déploiement dans le monde

### Amérique

#### Canada

##### Ontario
La Commission de l'Énergie de l'Ontario (Canada) conduit un projet de technologie incluant la pose de compteur et la mise en place d'un système d'information Smart meter et a élaboré un cadre règlementaire pour sa mise en œuvre.
Des compteurs communicants doivent être installés dans 800 000 foyers, avant fin 2007, avec un objectif de 100 % de généralisation pour 2010.
En 2010, des inquiétudes émises par des députés du Nouveau Parti démocratique sont issues du fait de dépassements importants de budget, mais mi-2010, 4,1 millions de compteurs étaient posés, et 400 000 en cours. Un compteur coûte 700,54 dollars canadiens et l'installation 145 dollars.

##### Québec

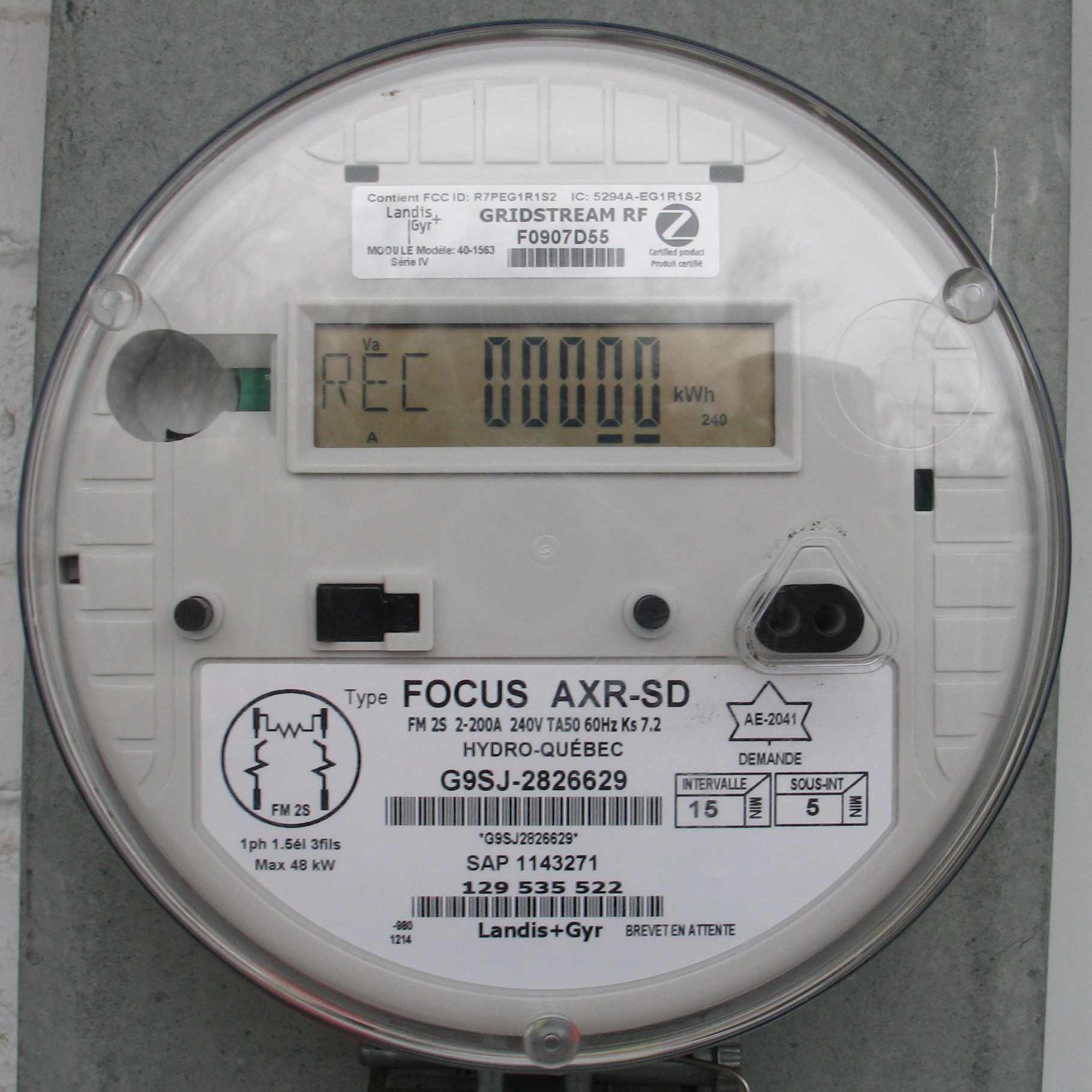
un compteur communicant Landis+Gyr installé entre 2013 et 2015 chez les clients résidentiels d'Hydro-Québec.

Hydro-Québec prévoit remplacer ses 3,8 millions de compteurs électromécaniques et électroniques par des compteurs communicants entre 2012 et 2017 dans le cadre du déploiement d'une « infrastructure de mesurage avancé » et de la lecture à distance des compteurs. Les appareils seront fabriqués par Landis+Gyr et Elster,.
Le projet, dont les coûts sont estimés à 997 millions $, vise d'abord à assurer la pérennité du parc de compteurs, à réduire les coûts de la relève à pied, à éliminer la facturation basée sur une estimation de la consommation et à faciliter l'interruption et la remise en service. Dans une demande déposée en 2011 à la Régie de l'énergie du Québec, Hydro-Québec Distribution prévoit que le projet lui permettra de réaliser des gains de 200 millions $ actualisés (2011), notamment par l'abolition de 726 postes. Le programme d'implantation des nouveaux compteurs est cependant contesté par le Syndicat des employés de techniques professionnelles et de bureau d'Hydro-Québec, qui soutient que « le système actuel est plus efficace et plus rentable ».
Dans un premier temps, le distributeur d'électricité québécois ne prévoit pas mettre en œuvre d'autres services rendus possibles par cette technologie, comme la gestion de la demande ou la tarification différenciée dans le temps, qui risquent de s'avérer impopulaires auprès de la clientèle, mais n'exclut pas l'ajout de nouvelles fonctionnalités dans le futur. Parmi elles, la société d’État a annoncé qu’elle débuterait le déploiement, dès 2014, d’une fonctionnalité permettant aux clients de visualiser et de gérer leur consommation. De même, elle a annoncé qu’un algorithme sera implanté et développé pour intégrer les signaux des compteurs communicants et favoriser la gestion des pannes.
Hydro-Québec a annoncé avoir complété le déploiement massif de 3,6 millions de compteurs communicants à la fin du mois de septembre 2015, avec une année d'avance sur l'échéancier initial. Le déploiement des nouveaux compteurs a été réalisé à l'intérieur des budgets prévus et l'électricien prévoit que l'abolition de la relève à pied procurera des économies récurrentes de 81 millions $. Les 200 000 compteurs électromécaniques restants seront graduellement remplacés d'ici la fin de 2016.
En cas de refus d'installation, les clients d'Hydro-Québec ont la possibilité de conserver leur ancien compteur à condition que leurs dates d'installation soient encore dans la limite autorisée par les normes canadiennes et moyennant des frais de relève (5 $ mensuel pour la lecture et 85 $ de frais d'inaccessibilité). Ils peuvent décider de changer pour des compteurs non communicants répondant aux normes en vigueur (mais demandant une relève manuelle) en payant 85 $ de frais d'installation et les mêmes frais de lecture mensuelle. S'ils n'ont pas choisi cette option, après la limite au-delà de laquelle leurs compteurs ne seront plus dans les normes, Hydro-Québec pourra installer des compteurs non communicants dans les mêmes conditions financières. Dans tous ces cas, ces clients doivent dès lors avancer les frais d'installation jusqu'à ce que le remplacement soit fait. Ces dispositions ont pour but que les frais réels soient assumés par les clients qui refusent l'installation des compteurs communicants. Par contre, aucuns frais ne seront facturés si les clients optent finalement pour l'installation de compteurs communicants.

###### Chronologie du projet
- Octobre 2012 – La Régie de l’énergie autorise la phase 1 du projet Lecture à distance[32];
- Octobre 2012 – La Régie de l’énergie rend sa décision sur une option de retrait[32];
- Février 2013 – Début du déploiement des premiers compteurs[33] ;
- Novembre 2013 – Dépôt de la demande à la Régie de l'énergie pour les phases 2 et 3 du projet lecture à distance[34];
- Janvier 2014 – Hydro-Québec annonce que plus d'un million de nouveaux compteurs ont été installés[33].

#### États-Unis
Le 20 juillet 2006, la Californie a approuvé un programme d'amélioration des compteurs classiques par adjonction d'un processeur de communications électroniques chez 9 millions de ménages clients gaz et électricité. Ces compteurs calculent et communiquent la consommation horaire du ménage, permettant des factures intégrant des coûts horaires différenciés pour une meilleure maîtrise de la demande en électricité (MDE). Le plein déploiement devrait prendre cinq ans.
En 2022, le pays compte 119 millions compteurs communicants.

### Asie

#### Turquie
Plus d'1 million de compteurs à puce et pré-paiement ont été installés pour le gaz, l’eau et l’électricité (avec l’opérateur Elektromed).

### Europe
(janvier 2013).
Par une directive applicable au 3 septembre 2009, l'Union européenne a fixé aux États membres l'objectif de déployer des compteurs communicants dans 80 % des foyers européens avant 2020, et 100 % avant 2022 (directive à transposer dans le droit national avant mars 2011). Dans le marché intérieur de l'énergie (et donc de l’électricité), chaque État doit veiller « à la mise en place de systèmes intelligents de mesure qui favorisent la participation active des consommateurs au marché de la fourniture d’électricité. La mise en place de tels systèmes peut être subordonnée à une évaluation économique à long terme (au plus tard le 3 septembre 2012) de l’ensemble des coûts et des bénéfices pour le marché et pour le consommateur, pris individuellement, ou à une étude déterminant quel modèle de compteurs communicants est le plus rationnel économiquement et le moins coûteux et quel calendrier peut être envisagé pour leur distribution », en ciblant aussi l'objectif des « trois fois vingt » proposés par la Commission pour combattre le changement climatique : augmenter de 20 % la proportion des sources renouvelables dans le mix énergétique ; diminuer de 20 % les émissions de gaz à effet de serre (GES) ; améliorer l’efficacité énergétique de 20 % d’ici à 2020. Selon la Commission ces compteurs communicants peuvent réduire les dépenses énergétiques de 10 % en Europe.
La Suède et l’Italie sont les premiers pays à avoir entrepris l’installation de compteurs communicants.

#### Allemagne
Le ministère de l’Économie allemand a demandé au cabinet Ernst & Young une évaluation économique du déploiement des compteurs intelligents. Or, l’audit rendu public en août 2013 indique que les coûts mis en œuvre dépassent nettement les économies réalisées par les consommateurs.
Le 9 février 2015, le ministère allemand de l’Économie annonce que les compteurs intelligents ne seront obligatoires que pour les foyers consommant plus de 6 000 kWh par an. Comme la moyenne annuelle de consommation électrique des foyers allemands est évaluée à 3 500 kWh, l’obligation d’équipement ne va concerner qu’une minorité de ménages outre-Rhin.

#### France

##### Projet Linky

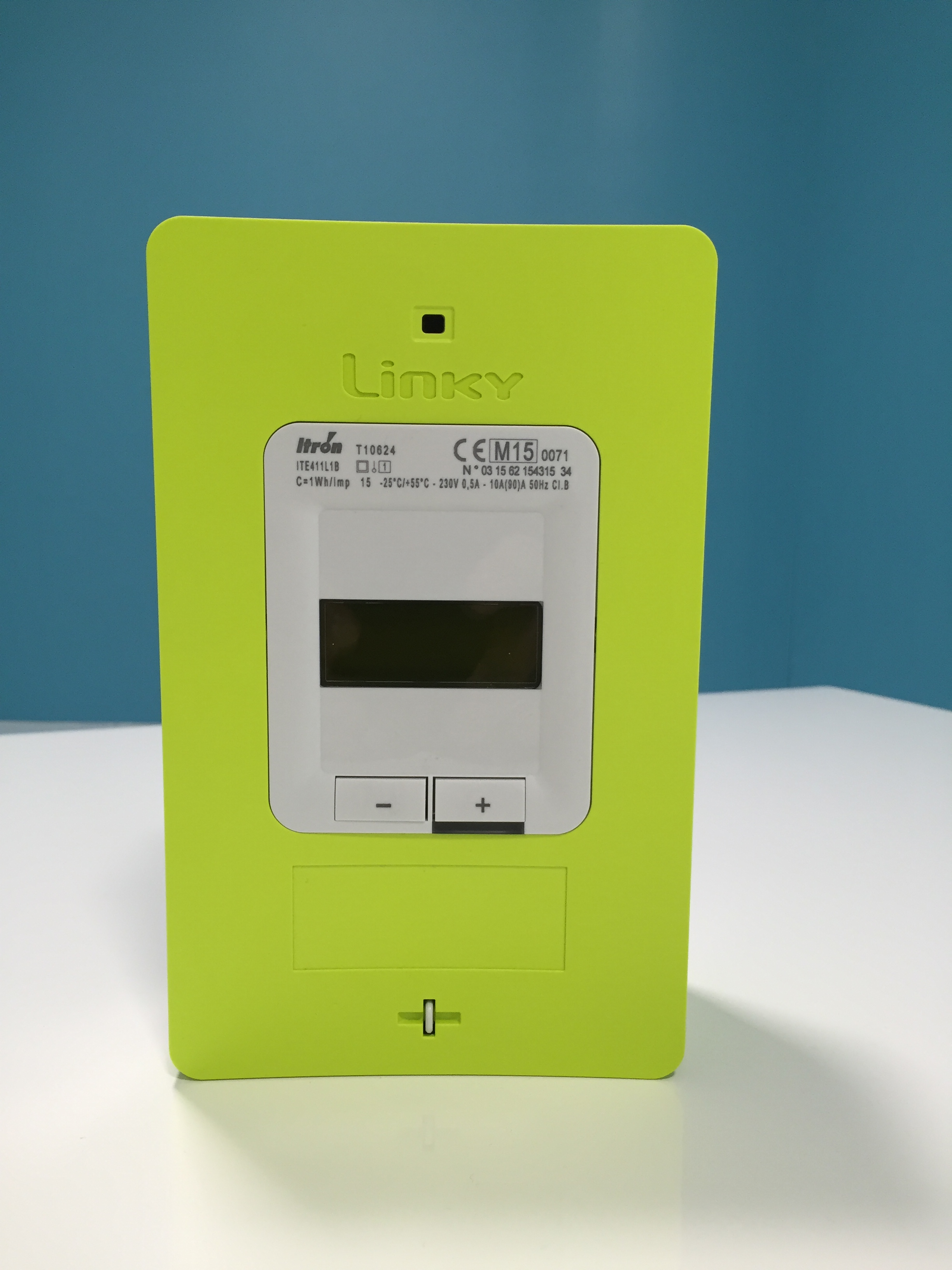
Compteur Linky

Le principal distributeur d'électricité en France, Enedis, lance en 2007 le projet Linky (nom donné officiellement au compteur en mars 2009) afin de répondre à la directive européenne no 2009/72 qui impose aux pays de l'Union européenne de déployer des compteurs électriques évolués pour au moins 80 % des consommateurs du marché intérieur. Le gestionnaire de réseaux mène ensuite une expérimentation en 2009 et déploie 300 000 prototypes du compteur Linky dans les régions de Lyon et de Tours. Avant la fin de l'expérimentation, la Commission de régulation de l’énergie (CRE) constitue un groupe de travail sur le sujet incluant la CNIL (Commission nationale de l’informatique et des libertés). Cette dernière a, à cette occasion, mis en garde EDF quant à la nécessité de « garanties sérieuses » sur la confidentialité des données, compte tenu du fait qu'à terme ces compteurs permettront de savoir « beaucoup de choses sur les occupants d'une habitation, comme leur horaire de réveil ou le moment où ils prennent une douche ». L'ADEME pose également des questions concernant le gain réel en économie d'énergie pour le consommateur, ne considérant pas celui-ci comme prouvé jusqu'alors et préconise une année supplémentaire de test, ainsi que l'ajout d'un mécanisme d'affichage supplémentaire relié au compteur et situé à l'intérieur du logement pour mieux informer le consommateur. Un an plus tard, la commission de régulation de l'énergie (CRE) publie finalement un avis favorable en juin 2011 et conclut que Linky respectait les critères d'évaluation.
Le Premier ministre français annonce, le 9 juillet 2013, le calendrier de déploiement à grande échelle du nouveau compteur. Enedis a jusqu'à 2016 pour installer 3 millions de compteurs et jusqu'à 2020 pour en installer 35 millions.
Le gestionnaire de réseau estime l'investissement à 5 milliards d'euros et assure qu'il prendra en charge le coût d'installation. C'est cependant la CRE qui doit définir le cadre tarifaire à adapter afin de répartir dans le temps les dépenses et les faire coïncider avec les gains prévus par l'installation des compteurs.
Selon Enedis, la généralisation du compteur Linky permettrait :
- pour les gestionnaires de réseaux : une réduction des coûts de gestion,
- pour les fournisseurs : une réduction des fraudes et des réclamations, et une plus grande richesse d’informations permettant de proposer aux clients de nouvelles offres,
- pour les producteurs : une meilleure maîtrise des pointes de consommation et une simplification de l'installation de panneaux photovoltaïques,
- pour les clients : des factures établies systématiquement sur leur consommation réelle, des opérations effectuées sans intervention à l'intérieur du domicile et sans prise de rendez-vous.

Depuis le 1er janvier 2010, les clients industriels raccordés en basse tension (BT) peuvent disposer de leur propre compteur communicant, le compteur PME-PMI. Celui-ci ne fait pas encore l'objet d'un déploiement massif mais il équipera ces clients en cas de défaillance des anciens compteurs ou en cas de création d'un point de livraison. Les clients industriels raccordés en haute tension (HTA) seront quant à eux couverts par le futur compteur HTA dont la mise en œuvre est prévue en 2013. Linky, PME-PMI et HTA formeront ainsi la gamme complète des compteurs communicants français, selon les projets d'Enedis.

##### Projet Gazpar pour le gaz
GRDF a débuté l'installation de compteurs communicants gaz, baptisés Gazpar, à partir de la fin d'année 2015.
Après avoir installé 140 000 compteurs Gazpar dans quatre zones-pilotes, GRDF a annoncé le 24 mars 2017 le lancement de son déploiement à grande échelle à partir du 1er mai 2017, jusqu'au remplacement complet des 11 millions de compteurs à gaz de France en 2023,.
Les compteurs communicants Gazpar utilisent la technologie Wize. La technologie Wize est une technologie LPWAN utilisant la fréquence 169 Mhz utilisée par plusieurs utilities dans le secteur de l'eau pour leurs compteurs communicants

##### Projets de compteurs AMR pour l'eau
Les trois distributeurs majeurs d'eau en France (Veolia, Suez et Saur) installent des compteurs communicants dans le secteur de l'eau soit pour équiper toute une ville, soit pour équiper ponctuellement un site industriel ou un immeuble d'habitation ou de bureaux. Plusieurs fabricants de compteurs proposent des solutions adaptées différentes de celles utilisées pour les compteurs communicants utilisés pour le gaz et l'électricité (pour ce qui relève des données produites qui sont parfois spécifiques), le système de collecte pouvant lui être commun (collecte mobile piétonne ou par véhicule, ou collecte via un réseau fixe ou mobile).
Des partenariats se nouent pour que différentes marques de compteurs d'eau puissent bénéficier d'un module radio de même nature afin de rendre le compteur intelligent et communicant. Ces partenariats sont encouragés par les distributeurs d'eau qui peuvent ainsi référencer d'une part les compteurs d'eau sur leur qualité métrologique et d'autre part référencer les modules radio compatibles. Ces derniers étant soit conçus par les fabricants de compteurs d'eau, soit conçus par des sociétés tierces spécialisées dans le domaine (par exemple, Coronis, Homerider Systems, etc.).
Le constructeur israélien Arad s'est récemment allié au français Polier Water pour promouvoir ses solutions télécom dans l'hexagone.

#### Irlande
L'Irlande a lancé dès 2008 des compteurs communicants à 250 euros pièce qui aideront le public à prendre conscience en temps réel de ses consommations, et qui permettront la comptabilité des flux de courant dans les deux sens pour les foyers équipés de modules photovoltaïques ou d'une autre installation de production électrique, ou de bâtiment à énergie positive. Ces compteurs informeront les producteurs en temps réel et permettront des factures plus détaillées pour les clients. L'Irlande espère aussi réduire la demande en électricité en incitant les ménages et entreprises à plus de sobriété électrique. Le surcoût induit par l'installation de ces compteurs est évalué à 300 millions d'euros.

#### Italie
Enel, principal producteur en Italie, fut précurseur. L'installation de compteurs communicants chez 27 millions d'abonnés a eu lieu entre 2000 et 2005.
Ces compteurs à puce électronique et communications bidirectionnelles, mesurent la puissance et sont dotés de capacités logicielles de gestion. Ils communiquent sur des lignes à faible tension avec des normes standard entre l’IP locale et les serveurs de l’entreprise ENEL. Le client comme le fournisseur peuvent aussi connaître la consommation du compteur, à distance, lire des informations sur l'utilisation d'un compteur, détecter une panne de service ou une utilisation non autorisée de l'électricité… Un client peut réclamer à tout moment et changer à distance ses conditions de facturation, son plan de crédit de pré-paiement, son montant forfaitaire ou ses tarifs.
Dans diverses publications, Enel a estimé le coût du projet à environ 2,1 milliards d'euros, pour des économies d’exploitation attendues de 500 millions d'euros par an, soit un amortissement en quatre ans.

#### Pays-Bas
La société Oxxio a présenté son premier compteur d'électricité et de gaz « intelligent » aux Pays-Bas en 2005. En septembre 2007, le gouvernement néerlandais a proposé que les sept millions de ménages du pays aient un tel compteur d'ici à 2013, dans le cadre d'un plan national d’économies d’énergie.

### Océanie

#### Australie

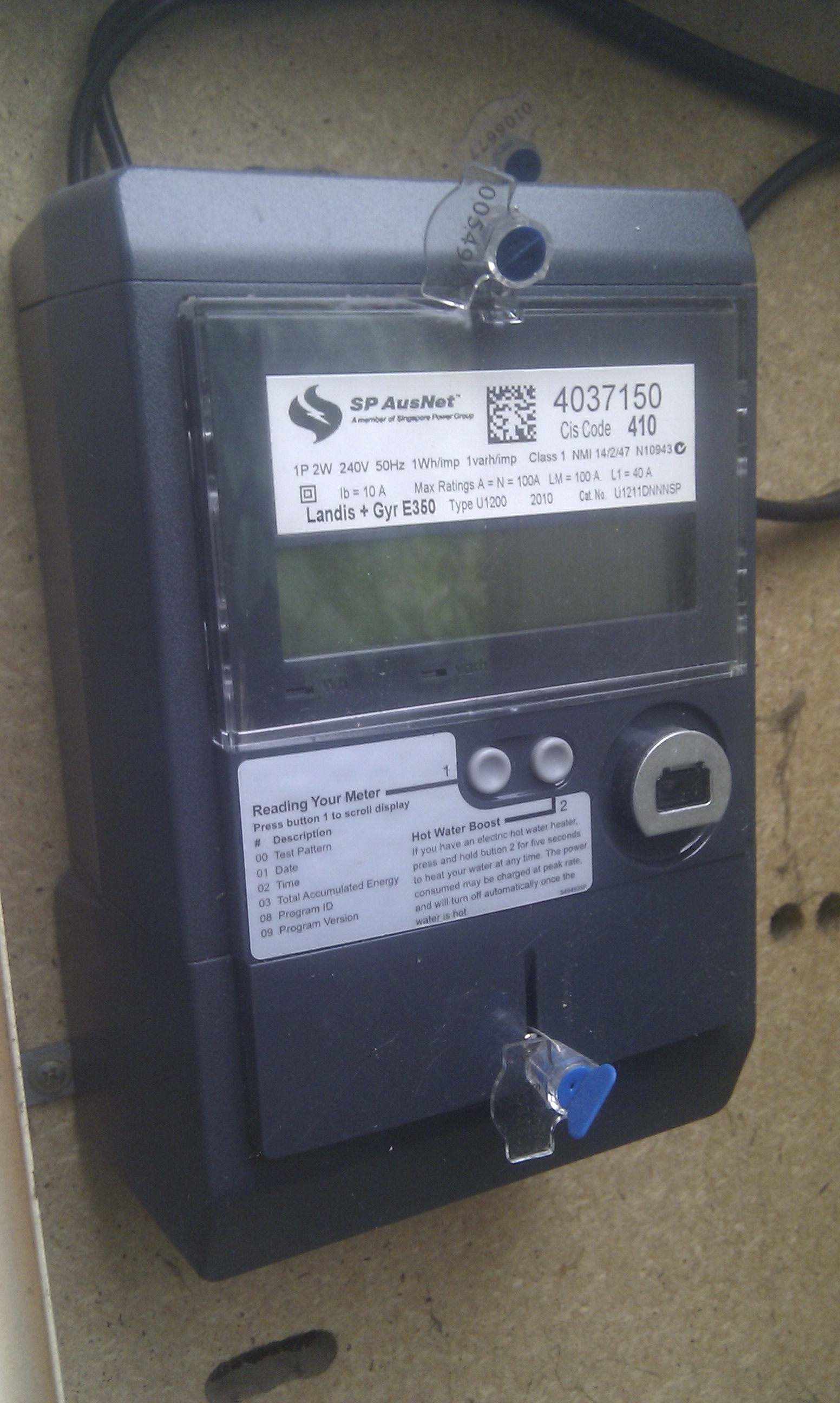
Compteur australien

En 2004, l’Essential Service Commission (ESC) de l’État de Victoria, en Australie prévoit l'installation de tels compteurs pour 2013 pour toutes les résidences et les petites entreprises. D’autres États l'envisagent également.

## Controverses
En France, l'installation de ces compteurs intelligents a induit plusieurs problèmes réels ou supposés soulignés par des associations de consommateurs :
- des coûts cachés, alors que les promoteurs de cette technologie annoncent des économies[55] ;
- le mauvais fonctionnement de ces compteurs qu'ont constaté certains usagers déjà équipés[réf. nécessaire] ;
- des effets nocifs sur la santé : les radiofréquences, issues de la technologie CPL, émises par ces compteurs[réf. nécessaire] sont classées « cancérogènes possibles » depuis le 31 mai 2011 par le Centre international de recherche sur le cancer, qui dépend de l'OMS[56],[57].

La précision de ces compteurs et la liaison constante qu'ils entretiennent avec le fournisseur d'électricité sont jugées préoccupantes en raison des possibles atteintes à la vie privée qu'ils permettraient. Ainsi, le Bureau européen des unions de consommateurs (BEUC) s’inquiète des dérives possibles en matière policière et commerciale : « Le gestionnaire peut savoir, en théorie, minute par minute dans quelle pièce vous vous trouvez et ce que vous y faites ! » relève ainsi Levi Nietvelt, conseiller chargé de l’énergie au BEUC. Un chiffrage des données transmises devrait néanmoins éviter les piratages et les fournisseurs devraient se voir imposer des règles strictes dans l’usage de ces informations.
En septembre 2015, le conseil municipal de Saint-Macaire (Gironde) a pris position à l'unanimité contre le remplacement des compteurs (électricité, gaz, eau) par des compteurs communicants. Cette décision a été appuyée par une lettre aux habitants prise depuis en exemple par d'autres communes pour se positionner elles aussi contre les compteurs communicants,.
Au Canada, en avril 2014, « environ 440 témoignages contre les compteurs intelligents et Hydro-Québec ont été déposés à la Régie de l’énergie dans le cadre des audiences publiques portant sur l’autorisation des prochaines phases du déploiement de ces compteurs ».
Certains compteurs ont provoqué des incendies : en 2014, le gouvernement de la Saskatchewan a obligé l'entreprise d'État officielle de fourniture d'énergie SaskPower à retirer les 105 000 compteurs intelligents déjà installés dans les résidences et les entreprises de la province, en raison des inquiétudes soulevées par huit incendies inexpliqués liés à ces compteurs. Le gouvernement provincial a également annulé le programme d'installation en cours de ces compteurs par SaskPower (400 000 appareils restaient à installer jusqu'en 2015) et se retourne contre le fournisseur de l'appareil. Le parti d'opposition Nouveau Parti démocratique dénonce le choix fait par le gouvernement d'« autoriser SaskPower à travailler avec une compagnie américaine qui engage des travailleurs moins qualifiés pour installer les nouveaux compteurs intelligents ».
En Australie, un médecin de famille, dans une étude clinique non publiée dans une revue scientifique à comité de lecture, mais qui serait « scientifiquement valide », selon l'association de médecins et de professionnels de la santé American Academy of Environmental Medicine, « a documenté rigoureusement 92 cas de patients atteints de symptômes d’électrosensibilité survenus après l’installation d’un compteur d’électricité émettant des radiofréquences (RF) pulsées ». Les organismes canadiens, Santé Canada (ministère de la Santé) et Hydro-Québec, ne souhaitent pas commenter cette étude. Santé Canada déclare que l'« exposition à l'énergie RF des compteurs intelligents ne pose pas de risque pour la santé publique ». Et Hydro-Québec indique qu'il « effectue une vigie scientifique serrée des publications scientifiques sur le sujet et les données montrent clairement que les allégations avancées par certaines personnes, dont certains cliniciens, quant aux effets des radiofréquences ne sont pas confirmées par des études expérimentales rigoureuses ».